# Orkestlied
Een orkestlied is een compositie voor een zangstem en een symfonieorkest in een afgeronde vorm. De bloeitijd van het orkestlied ligt in de jugendstiltijd, rond 1900, en de bekendste componisten van het orkestlied zijn Gustav Mahler en Richard Strauss.

## Definitie
De voorloper van het orkestlied is de Duits/Oostenrijkse Konzertarie (concertaria) of solocantate. Mozart en Joseph Haydn, bijvoorbeeld zijn Arianne a Naxos, componeerden ze al. Het orkestlied is daarom geen compositie die alleen rond 1900 bloeide of een Oostenrijkse of Duitse aangelegenheid was. Ook vele Nederlandse componisten zoals Jan van Gilse en Alphons Diepenbrock componeerden orkestliederen.
De afgeronde vorm van het orkestlied heeft betrekking op het feit dat de gezongen tekst een gedicht of andere vorm van poëzie betreft. Orkestliederen kunnen in een cyclus zijn ondergebracht, bijvoorbeeld Mahlers Rückert-Lieder of Strauss’ Vier letzte Lieder. 
Een opera-aria is dus geen orkestlied, omdat de aria geen afgeronde vorm is maar onderdeel van de handeling in de opera. De begeleiding van een symfonieorkest kan ook begeleiding zijn door middel van een kamerorkest of een aantal instrumenten. De grenzen zijn niet zo sterk dat een compositie voor zangstem en acht instrumenten niet, en met een orkest wel een orkestlied is.
- Zie: Lijst van orkestliederen voor een overzicht.

## Voorlopers
In het Duitse taalgebied kunnen delen van Robert Schumanns Faust-Szenen (1844) gemakkelijk als orkestlied worden onderscheiden, maar ze zijn onderdeel van een geheel. Ook al de aria’s in de toneelmuziek van Beethoven voor Kotzebue’s Die Ruinen von Athen zijn voorlopers, tevens de concertaria Ah, Perfido!. Johannes Brahms’ Alt Rhapsodie, op. 53 (op tekst van Goethes Harzreise in Winter) is een prachtig voorbeeld omdat het niet in de definitie per se valt, er zingt ook een mannenkoor in mee, maar wel een afgeronde compositie is. De compositie Nänie, op. 82 van dezelfde componist kan ook meetellen. Brahms speelde voortdurend met de gedachte een opera te componeren en deze liederen kunnen een idee geven van zijn dramatische mogelijkheden.
In het Franse taalgebied ontmoeten van Hector Berlioz die al in 1829 de scène lyrique La mort de Cléopâtra voor vrouwenstem en orkest componeerde. In de jaren 1840 instrumenteerde hij zijn pianoliederencyclus Les nuits d’été (op gedichten van Théophile Gautier) voor dezelfde combinatie. Zelfs de Noor Edvard Grieg instrumenteerde al in de jaren 1870 liederen die men als orkestlied kan aanduiden, bijvoorbeeld Efterårsstormen (herfststormen), op.1 8.

## Bloeitijd in Duitstalig gebied
De echte bloeitijd van het orkestlied, en haar acceptatie als aparte kunstvorm, valt primair rond 1900 en in het muzikale tijdperk laatromantiek (Duits: Spätromantik); het feit dat er nu nog orkestliederen worden gecomponeerd is een bewijs van haar levensvatbaarheid als genre.
Mahler en Strauss stonden zeker onder invloed van Richard Wagner die ook een bijdrage aan het genre leverde met zijn Wesendonck Lieder (gedeeltelijk door Wagner zelf maar ook door de dirigent Felix Mottl georkestreerd, later door Hans Werner Henze voor kamerorkest bewerkt). Zowel Mahler als Strauss rekende zijn orkestliederen tot zijn beste composities, vermoedelijk ook door de gelukkige keuzes van tekstdichters. Een orkestlied zonder uitstekende poëzie is als een opera zonder goed libretto.
Bij Mahler kunnen in één adem zijn Lieder eines fahrenden Gesellen (vanaf 1885), Kindertotenlieder (1901/04) en Rückert-Lieder (1905) genoemd worden. Thema’s uit deze liederen duiken veelvuldig op in zijn symfonieën. De als symfonie aangeduide Das Lied von der Erde kan ook gezien worden als een verzameling van zes orkestliederen.
De liederen van Strauss uit deze tijd zijn vaste onderdelen van het concertrepertoire geworden. Liederen als Allerseelen en Zueignung (uit op.10) gelden als vroege meesterwerken maar net zo goed Morgen en Heimliche Aufforderung (uit op.27) van een aantal jaren later. Als onnavolgbaar hoogtepunt geldt natuurlijk de cyclus Vier letzte Lieder uit 1947 op teksten van Hesse en Eichendorff. 
Parallel aan Mahler en Strauss, net zo waardevol maar veel minder bekend, zijn liederen van Hugo Wolf die 24 van zijn 300 pianoliederen orkestreerde. Prometheus (Goethe) en Schlafendes Jesuskind (Eduard Mörike) gelden als meesterwerken.
In de kleine cirkel rond Mahler componeerden Alexander von Zemlinsky, Alban Berg en Arnold Schoenberg orkestliederen.
Zemlinsky’s Lyrische symfonie, op.18 (1924) is een werk dat haast plagiaat is van Mahlers Lied von der Erde. Ook hier een aantal (7) orkestliederen gecombineerd in een cyclus voor een mannen- en een vrouwenstem en groot orkest. De Sechs Gesänge für mittlere Stimme und Orchester', op. 13 op gedichten van Maurice Maeterlinck zijn hier nauw aan verwant. Zemlinsky betreedt met zijn Symphonische Gesänge, op. 20 (1929) echter een andere wereld. Het zijn typische jaren 1920 liederen op teksten van de Afro-Amerikaanse dichter Langston Hughes: jazzy, met dixielandinvloeden, en haast een verzet tegen zijn eigen laatromantische periode.
Arnold Schoenbergs Gurre-Lieder kunnen zowel een cantate als een verzameling liederen worden genoemd. Het deel Lied der Waldtaube voor sopraan uit deze compositie is een echt orkestlied en wordt veelvuldig apart opgevoerd. Er is ook een bewerking van met een kleine kamerorkestbezetting. Schoenberg componeerde nog twee andere korte cycli: liederen verzameld als op. 6 en als op. 22. Schoenberg neemt in deze laatste liederen afscheid van de tonaliteit.
Alban Berg verrijkte het genre met zijn Sieben frühe Lieder (1908) en Fünf Orchesterlieder nach Ansichkarten-texten von Peter Altenberg, op. 4 (1912) waarin de tonaliteit ook al wordt verlaten. Laatromantisch kan nog wel zijn compositie Der Wein, die hij een Konzertarie noemde, worden getypeerd.
Andere componisten die excelleerden in dit genre waren: Egon Wellesz, Paul Hindemith, de Zwitsers Othmar Schoeck en Frank Martin. Veel van deze composities worden zelden nog uitgevoerd, maar zijn wel op CD verkrijgbaar. Hans Pfitzner, vooral bekend vanwege zijn opera Palestrina, verrijkte het genre in de jaren 1890 al met de ballade Herr Oluf, op. 12 en Heinzelmänchen, op. 14. Van bijzonder belang is zijn bewerking van een aria uit zijn eigen opera ‘Der arme Heinrich’. Deze aria, bekend als Dietrich’s Erzählung is zodanig bewerkt dat zij als orkestlied uitgevoerd kan worden.
Na de Tweede Wereldoorlog bleven veel Duitse componisten in deze traditie werken produceren. Manfred Trojahn en Siegfried Matthus (Holofernes, Porträt für Bariton und Orchester’) kunnen worden genoemd.

## Frankrijk
Franse componisten die het orkestlied, dat in dat taalgebied ook andere namen kreeg zoals ‘scène lyrique’, ‘mélodie’, ‘vocalise’, ‘chant’ en ‘poème’, verrijkten waren niet talrijk. De kwaliteit van wat er is, is echter zeer hoog.
Ernest Chausson met Poème de l’amour et de la mer voor sopraan- óf baritonsolist en orkest, eigenlijk twee orkestliederen met een kort orkestraal tussenspel als verbinding, en Maurice Ravel met Shéhérazade (1903), cinq mélodies populaires en deux mélodies hebraïques zijn typische impressionistische miniatuurtjes. Ook Claude Debussy en Henri Duparc hadden orkestliederen in hun repertoire; de laatste gold als specialist, Phidylé’, ‘Testament en Chanson triste zijn een mengsel van een Franse sfeer met Duitse laatromantische trekjes.

## Engeland
In het Engelse taalgebied wordt voor het orkestlied ook wel de aanduiding ‘scena’ gebruikt. Engelse componisten als Lennox Berkeley, Arthur Bliss, William Alwyn, Gustav Holst en Frederick Delius produceerden enkele orkestliederen maar twee componisten interesseerden zich meer dan gemiddeld voor het genre.
Benjamin Britten, mogelijk vanwege zijn jarenlange relatie met de tenor Peter Pears, schreef enkele cycli die tot het standaardrepertoire behoren. In ieder geval in Engeland. Our hunting fathers, op. 8 (1936); Les illuminations, op. 18 (1939); Serenade, op. 31 for tenor, horn and strings, (1943); Nocturne, op. 60 voor tenor, 7 instrumenten en strijkorkest en in mindere mate Phaedra, op. 93 voor mezzosopraan, slagwerk, cello, klavecimbel en strijkorkest, zijn standaardwerken.
Gerald Finzi, op het Europese vasteland haast niet meer gespeeld, componeerde enkele andere veeluitgevoerde orkestliederen waarbij Dies Natalis op.8, (1929) de meest uitgevoerde is. Farewell to Arms, op.9 en Let us garlands bring, op.18 zijn ook prachtige aanvullingen.
De Amerikaanse componist Samuel Barber geldt als een laatromanticus die met Knoxville: Summer of 1915, op.24 en Andromache's Farewell, op.39 (door hem een ‘scena’ genoemd) het repertoire verrijkte.

## Overige
De Nederlandse componisten componeerden hun orkestliederen in de Duitse of Franse taal. Ook de bloeitijd in Nederland lag tussen 1890 en 1910 met als vertegenwoordigers van het Duitse orkestlied Alphons Diepenbrock en Jan van Gilse en in het Frans Hendrik Andriessen. 
In Scandinavië was de bijdrage, net als in Nederland, zeer bescheiden, maar van veel hogere kwaliteit. Er werd echter wel in de landstaal gezongen. In Noorwegen componeerde Grieg liederen die hij later orkestreerde, het waren oorspronkelijk liederen voor zangstem en pianobegeleiding. Grieg gebruikte zowel Duits als Noors als zangtaal. 
De Zweedse componist Gösta Nystroem heeft met zijn Sånger vid Havet (zeeliederen) een prachtige compositie afgeleverd maar ook Hugo Alfvén, Wilhelm Peterson-Berger, Wilhelm Stenhammar en Hilding Rosenberg - Dagdriveren voor bariton en orkest - componeerden parels.

De Finnen Jean Sibelius en Einojuhani Rautavaara componeerden vele orkestliederen waarbij tientallen liederen van Sibelius ook door verscheidene componisten en dirigenten zijn bewerkt. De oorspronkelijke pianopartij werd dan georkestreerd. Dit gebeurt echter niet allemaal smaakvol omdat de geniale instrumentatiekunst van Sibelius nu eenmaal niet iedereen gegeven is.
In Italië is door de concentratie op alles wat opera is, haast geen symfonische traditie en daarom nauwelijks orkestliedrepertoire. De enige uitzonderingen zijn enkele groots opgezette werken van Ottorino Respighi: Aretusa, voor mezzosopraan en orkest (1910); Il tramonto, voor zangstem en strijkorkest (1914) en La sensitiva, voor mezzosopraan en orkest (ook 1914) zijn geniale composities.
In het Slavische taalgebied is geen sprake van een traditie op het gebied van het orkestlied. Omdat vele componisten uit Polen, Tsjecho-Slowakije en Rusland wel in aanraking met het genre kwamen - door studie in Duitsland of Wenen, of door contacten met Duits/Oostenrijkse componisten - componeerden sommige wel orkestliederen. Gebrek aan poëtische inspiratie is er niet, grote voorbeelden zoals Aleksandr Poesjkin zijn vereerd met orkestliederen.
De Pool Witold Lutosławski componeerde Chantefleurs et chantefables nog in 1991 en Karol Szymanowski is met zijn cycli Liefdesliederen uit Hafiz, Liederen van een sprookjesprinses en Liederen van de verliefde Muezzin beroemd geworden. Ook in de traditie van het orkestlied kan zijn 3de symfonie op. 27 'Lied van de nacht' meegeteld worden. Henryk Górecki's Derde Symfonie, de 'symfonie van trieste liederen' bestaat ook uit een cyclus van drie lange orkestliederen.
In Rusland excelleerde Dmitri Sjostakovitsj met een flinke bijdrage. Zowel in zijn 13de als in zijn 14de symfonie zitten liederen die orkestliederen genoemd kunnen worden maar ook zijn cycli Iz evreyskoy narodnoy poeziy, op. 79 (uit Joodse volkspoëzie, 1964) en ‘Zes gedichten van Marina Tsvtayeva’, op. 143, zijn meesterwerken. In het voetspoor van Sjostakovitsj orkestreerde Boris Tisjtsjenko vele liederen van hem.